# Нифонт (Солодуха)
Митрополи́т Нифо́нт (в миру Василь Андрійович Солодуха; 5 жовтня 1948, село Галина Воля — пом. 22 березня 2017, Луцьк Волинська область) — архієрей УПЦмп.

## Життєпис
Народився 5 жовтня 1948 року в селі Галина Воля Старовижівського району Волинської області в селянській родині.
1963 року закінчив восьмирічну школу. Протягом 1963-1967 років працював у колгоспі, з 1967 по 1969 рік служив у Радянській армії. У 1969-1970 роках працював у залізничному депо міста Бреста.

### Початок служіння
- 1970-1974 — навчання в Московській духовній семінарії.
- 20 березня 1974 року прийняв чернечий постриг з ім'ям Нифонт на честь святого Нифонта, єпископа Новгородського, чудотворця Києво-Печерського.
- 1974 — прийняв сан ієродиякона. Того ж року був зарахований до Московської духовної академії.
- 1977 — висвячений у сан ієромонаха і направлений служити до Волинської єпархії УПЦ.
- 18 березня 1977 — призначений настоятелем Троїцького храму в селі Рудка-Козинська Волинської області.
- 1988 — возведений у сан архімандрита, а у 1989 призначений благочинним Ржищівського округу Володимир-Волинської єпархії.

### Архієрейське служіння
- 31 березня 1990 року відбулася єпископська хіротонія архімандрита Нифонта в єпископа Хмельницького і Кам'янець-Подільського.
- 25 серпня 1992 року преосвященний Нифонт був переведений на Волинську кафедру.
- 28 липня 1993 року возведений у сан архієпископа.
- З 2000 року — митрополит Луцький і Волинський.
- 18 жовтня 2016 року Синодом відісланий на спокій за станом здоров'я[1].

Помер 22 березня 2017 року у Луцьку. Прощання з митрополитом Ніфонтом відбулося у Свято-Покровському храмі. Похований 24 березня 2017 року у селі Галина Воля Старовижівського району Волинської області, згідно заповіту.

## Погляди і праці
На думку прот. Валентина Марчука, митрополит Нифонт був одним з прихильників ідеї канонічної автокефалії УПЦ МП. Саме з Волинської єпархії, очолюваної ним, походили ініціативи щодо підняття і вирішення цього питання, хоча згодом з такими заявами виступав єпископ Володимир-Волинський та Ковельський Симеон (Шостацький), якого помилково вважають учнем Нифонта.
З обранням президентом Кучми у 1994 р. міжцерковна напруга знизилась, протистояння в цілому припинилося, а провокативні вчинки та протиправні дії проти Ніфонта було припинено силами нової влади Луцька та області.
Категорично заперечував звинувачення в тому, що УПЦ московського патріархату служить Москві:
Якщо дехто закидає, що ми служимо Москві, то в Української Православної Церкви достатньо самостійності та незалежності, яку вона отримала ще в 1990 році. Ми Москві ані звітів, ані коштів не передаємо. Нашу Церкву визнають всі Помісні Церкви світу. Для прикладу, цього року святкували 20-ліття, як УПЦ очолив Блаженнійший митрополит Володимир. Тоді у Київ з'їхалися представники майже зі всіх Церков світу. Тобто світове Православ'я рахується з УПЦ.

## Увічнення пам'яті
- Вулиця Митрополита Ніфонта в селі Галина Воля[6].

### Про Нифонта
- Кравчук П. А. Рекорди Волині 1998. – Любешів: Ерудит, 1999. – 206 с. ISBN 966-95453-0-7. Архіпастирі — уродженці Волині, с. 63.
- Валентина Хмельовська. Волинь попрощалася з владикою Ніфонтом. [Архівовано 13 квітня 2017 у Wayback Machine.] Газ. «Волинь-нова», 25 березня 2017 р., с. 5.
- Олеся Банада. Заповіт Ніфонта зберігався у старовижівської письменниці. Газ. «Волинь-нова», 25 квітня 2017 р., с. 1.

### Інтерв'ю
- Митрополит Луцький і Волинський НІФОНТ. «Біля святинь потрібне ще й живе слово проповіді» (2002) [Архівовано 20 вересня 2006 у Wayback Machine.]
- Митрополит Луцький і Волинський Нифонт. «Віра — це та рушійна сила, яка запалює молоде серце, спонукає його служити Богу, навіть віддати за Нього своє життя» (2003) [Архівовано 20 вересня 2006 у Wayback Machine.]
- Митрополит Луцький і Волинський Ніфонт: «Усі кричать про об'єднання, а в дійсності силою прагнуть усіх загнати до анафеми» (2005) [Архівовано 26 лютого 2008 у Wayback Machine.]
- Митрополит Луцький і Волинський Ніфонт: «Волинська духовна семінарія є джерелом духовності, яке поповнює Церкву освіченими священнослужителями» (2006) [Архівовано 26 лютого 2008 у Wayback Machine.]
- Митрополит Луцький і Волинський Нифонт: «Кожному з нас потрібно так працювати з людьми, щоб вони йшли за живим, євангельським словом, яке має лунати з наших уст» (2007) [Архівовано 26 лютого 2008 у Wayback Machine.]